# Spiritwood Lake
Spiritwood Lake – miasto w Stanach Zjednoczonych, w stanie Dakota Północna, w hrabstwie Stutsman.